# 豉油雞

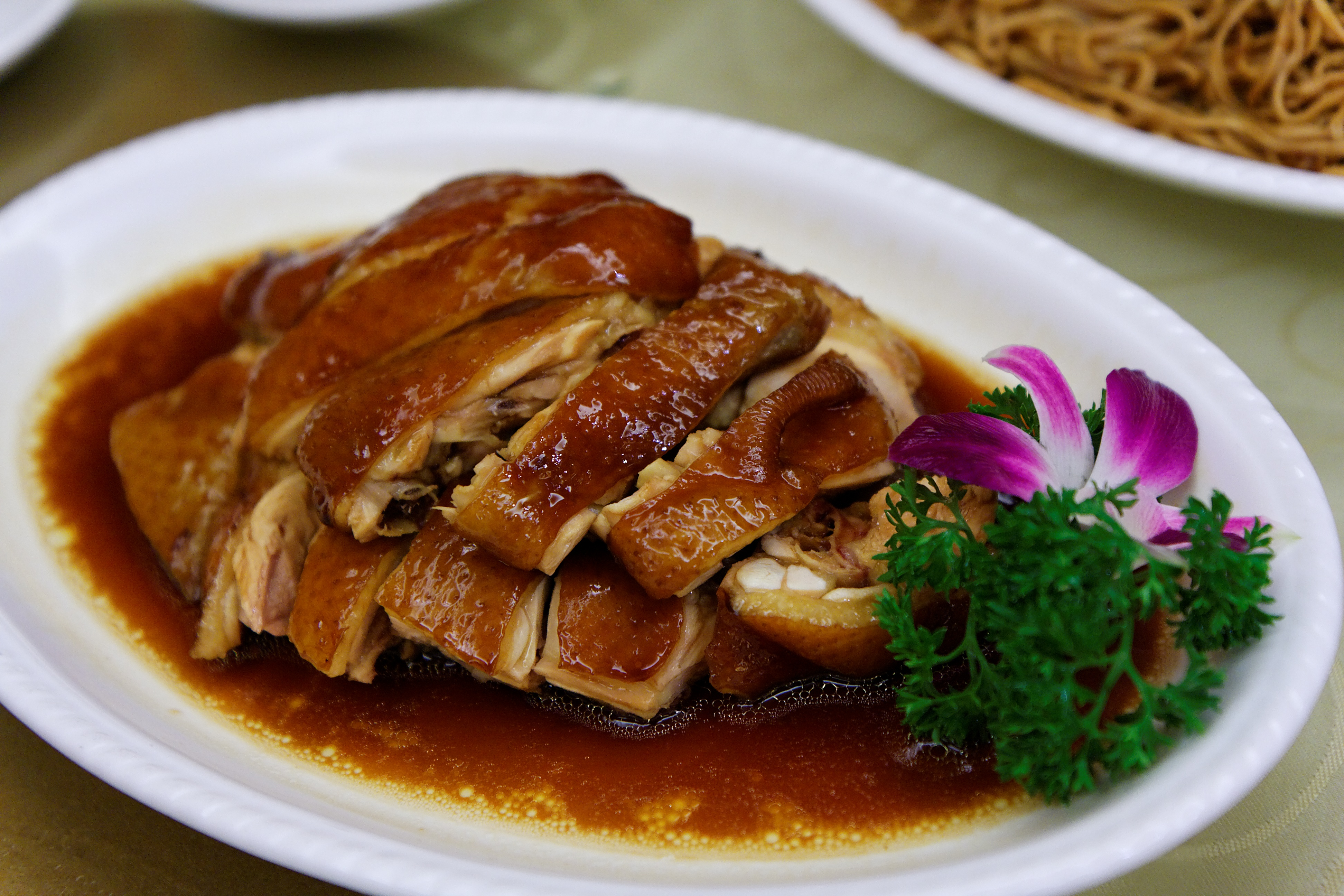
豉油雞

豉油雞，又稱醬油雞，香港常簡稱為油雞，是一道廣東菜，燒味的一種。因為豉油雞的烹調方法是以豉油把雞浸熟，所以這道雞肉菜被稱為豉油雞。豉油雞主要食材是雞，用加熱的醬油浸熟。為增加風味，浸煮豉油雞的醬油，會以不同材料調配而成，包括薑、蔥、生抽（即豉油）、老抽、酒、冰糖、麥芽糖及油，還會加一些香料，例如花椒和八角。
豉油雞以皮滑肉嫩，有豉油香為上品。豉油雞雖然不是以爐火燒烤而成，但在香港的燒臘店，卻會和叉燒、燒肉和燒鴨等其他燒味一起販賣，而且還會和同樣不經烤製的白切雞一起售賣。
吃豉油雞時可以不加調味料直接食用，也可配上蘸料，最常見的蘸料是以薑末、蔥粒和食油製成的薑蓉，也可蘸上豆酱或芥辣增加風味。
有傳豉油雞是從桶子雞演變出來，而有些燒味店的豉油雞會以「桶子油雞」名義發售。一般來說，由於豉油雞以加入香料的新鮮的醬油浸熟，醬油和香料的味道蓋過雞味，所以豉油雞可用於較不新鮮的雞烹調。至於新鮮的雞，因為雞肉帶有鮮甜味道，較適合做白切雞，但隨著保鮮冷藏技術的進步，加上食肆控制成本，現在已不會這樣區分。

## 玫瑰油雞
在滷水中加入玫瑰露酒和用糖醃過的玫瑰花，再用慢火將嫩雞浸熟而成。